# Thác Đray H'linh
Thác Đray H’linh là thác nước lớn trên dòng sông Srêpốk ở vùng giáp ranh xã Hòa Phú thành phố Buôn Ma Thuột tỉnh Đắk Lắk và xã Nam Dong huyện huyện Cư Jut tỉnh Đắk Nông, Việt Nam.
Đray H’linh là thác nước tiếp theo sau thác Đray Sáp, thác Trinh Nữ thuộc tỉnh Đắk Nông về phía hạ lưu của sông Serepôk. Đray H’linh là một trong những thác nước đẹp và hùng vĩ nhất của sông Serepôk có lẽ không kém gì thác Đray Sáp. Tuy nhiên, thác lại được ít người biết đến vì nơi đây đã bị chặn dòng để xây dựng nhà máy thủy điện Đray H'linh 1 từ những năm 90 của thế kỷ 20. Do dòng chảy đã bị thay đổi nên hầu hết thời gian mùa khô nước chảy qua thác rất ít và khu vực thác nằm trong vòng bảo vệ nghiêm ngặt của nhà máy thủy điện Đray H'linh 1.

## Huyền thoại
Thác được đặt tên theo một truyền thuyết về nàng H'linh xinh đẹp. Drai nghĩa là thác. Hling tên của một nàng xinh đẹp trinh tiết. Câu chuyện rất dài. H ling là một cô gái ngây thơ cũng bao cô gái khác nhưng chỉ khác vẻ đẹp và vóc dáng của cô hơn hẳn mọi người.

## Tác động của thủy điện
Tại vùng gần thác đã xây dựng các Thủy điện Đray H'linh, gồm Đray H'linh 1 hoàn thành tháng 10/1989 12°39′00″B 107°54′33″Đ / 12,649978°B 107,90917°Đ, và Đray H'linh 2 hoàn thành tháng 1/2007 12°40′31″B 107°54′17″Đ / 12,675169°B 107,904627°Đ. Các thủy điện được coi là làm bừng sáng vùng Tây Nguyên, đặc biệt là giai đoạn đầu đổi mới.
Tuy nhiên sau này các thủy điên được liệt kê trong 10 thủy điện làm cho "Sêrêpôk oằn mình vì thủy điện", với hai tác động chính, gồm phá rừng và môi sinh, làm hỏng cảnh quan ở vùng thắng cảnh thiên nhiên, trong đó có việc Thác Đray H’linh mất nước .